# Châtillon-en-Diois
Châtillon-en-Diois is een gemeente in het Franse departement Drôme (regio Auvergne-Rhône-Alpes) en telt 576 inwoners (2004). De plaats maakt deel uit van het arrondissement Die. Op 1 januari 2019 werd de gemeente uitgebreid met de per die datum opgeheven gemeente Treschenu-Creyers. De gemeente is een van de Les Plus Beaux Villages de France.

## Geografie

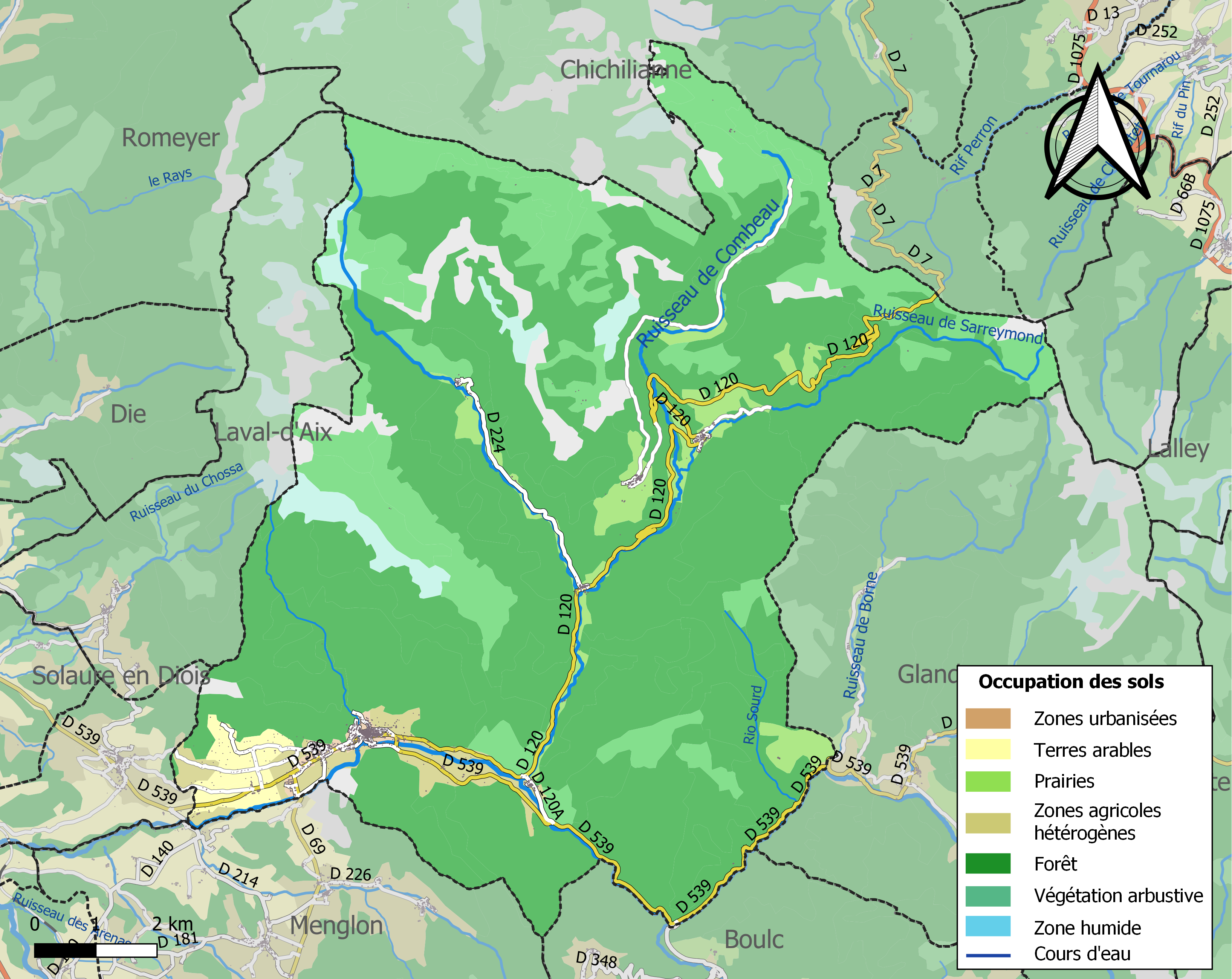
Kaart van de gemeente met belangrijkste infrastructuur, bodemgebruik en omliggende gemeenten

De oppervlakte van Châtillon-en-Diois bedraagt 28,7 km², de bevolkingsdichtheid is 20,1 inwoners per km².

## Demografie
Onderstaande figuur toont het verloop van het inwonertal.
(Sortering op regio > departement (vet) > gemeente)